# Hraběšín
Obec Hraběšín (německy Hrabeschin) se nachází v okrese Kutná Hora, kraj Středočeský, asi 13 km jihovýchodně od Kutné Hory a 9 km jihozápadně od města Čáslav. Žije zde 113 obyvatel.

## Historie
První písemná zmínka o obci pochází z roku 1379.

### Územněsprávní začlenění
Dějiny územněsprávního začleňování zahrnují období od roku 1850 do současnosti. V chronologickém přehledu je uvedena územně administrativní příslušnost obce (osady) v roce, kdy ke změně došlo:
- do 1849 země česká, kraj Čáslav
- 1850 země česká, kraj Pardubice, politický okres Kutná Hora, soudní okres Čáslav[4]
- 1855 země česká, kraj Čáslav, soudní okres Čáslav
- 1868 země česká, politický i soudní okres Čáslav
- 1939 země česká, Oberlandrat Kolín, politický i soudní okres Čáslav[5]
- 1942 země česká, Oberlandrat Praha, politický i soudní okres Čáslav[6]
- 1945 země česká, správní i soudní okres Čáslav[7]
- 1949 Pardubický kraj, okres Čáslav[8]
- 1960 Středočeský kraj, okres Kutná Hora
- 2003 Středočeský kraj, obec s rozšířenou působností Čáslav

### Rok 1932
V obci Hraběšín (490 obyvatel) byly v roce 1932 evidovány tyto živnosti a obchody: autobusová doprava, 2 hostince, 2 koláři, 2 kováři, mlýn, obuvník, pekař, porodní asistentka, 2 výroby rákosových rohoží, rolník, 2 obchody se smíšeným zbožím, tesařský mistr, 2 trafiky, velkostatek města Čáslavě.

## Pamětihodnosti
- Mohylník U Chedrbí, archeologické naleziště
- Zámek Hraběšín ze 17. století
- Kaple svatého Floriána v zámku

## Doprava
Dopravní síť
- Pozemní komunikace – Do obce vedou silnice III. třídy. Ve vzdálenosti 2 km vede silnice II/339 Čáslav - Červené Janovice - Ledeč nad Sázavou.

- Železnice – Železniční trať ani stanice na území obce nejsou.

Veřejná doprava 2011
- Autobusová doprava – V obci měly zastávky příměstské autobusové linky Kutná Hora-Třebešice-Zbýšov (v pracovní dny 1 spoj tam), Čáslav-Zbýšov, Damírov (v pracovní dny 4 spoje) a Čáslav-Zruč nad Sázavou (v pracovní dny 1 spoj tam) (dopravce Veolia Transport Východní Čechy, a. s.). O víkendu byla obec bez dopravní obsluhy.